# Nordic University Computer Clubs Conference
Nordic University Computer Clubs Conference är en löst sammanhållen organisation av datorföreningar vid olika högskolor i de nordiska länderna. Syftet med organisationen är att sammanföra de olika föreningarnas medlemmar till en årlig konferens, där föreläsningar blandas med diskussioner, programmering och samkväm under gemytliga former.
NUCCC grundades 1987 på initiativ av Peter Löthberg, vid denna tid aktiv inom KTH-föreningen Stacken samt Carl och Jacob Hallén från Chalmers Datorförening. I hopp om att blåsa liv i den sovande föreningen Lysator vid Linköpings universitet förlades den första konferensen till Linköping. Konferenser har sedan hållits varje år, med arrangörskapet vandrade mellan högskolor i Sverige, Norge, Finland och Estland.